# 이재현 (독립운동가)
이재현(李在賢, 1917년 2월 2일 ~ 1997년 2월 24일)은 한국의 독립운동가이자 에스페란티스토이다. 호는 해평(海平, 에스페란토: Hajpin 하이핀)이다.

## 생애
1917년 2월 2일 안양시 석수동(당시 경기 시흥군 동면)에서 태어났으나, 1917년~1920년까지는 주로 중국에서 살았다. 1935년 상하이에서 안중근의 조카 안우생(安偶生, 필명 에스페란토: Elpin 엘핀)으로부터 에스페란토를 배웠다. 광둥 중산 대학의 에스페란토 동아리에 참여하였으며, 《Orienta Revuo》 잡지(1938년~1939년)에 에스페란토로 기고하였다.
1938년 만들어진 한국청년전지공작대에서 활동하였고 1940년에는 광복군에 소속되었다. 1944년 4월에는 미국 전략사무국(OSS, Office of Strategic Service)과 협력하여 광복군 본토낙하대(本土落下隊)를 조직하였고, 제2조장으로 임명되었다.
일본 제국의 항복 후 1945년 10월 한국광복군 국내정진군 제2지대 제3조장으로 임명되어 베이징(北京)으로 가서 주북경판사처(駐北京辦事處) 주임으로서 교포보호 및 한적사병(韓籍士兵) 접수 등의 활동을 하였다.
1946년 귀국하였고, 6·25전쟁 당시 주한 미군사고문단 서해지구 정보대장으로 활동하며 평안북도 철산군 대화도를 거점으로 대북 유격전 및 첩보전을 수행했다. 전쟁이 끝나고 이 선생은 제대했다. 재조선미육군사령부군정청 외무서 외무관 및 민족청년당 서무과장을 지냈다. 또한, 서울대학교에서 에스페란토 강좌를 개설하였다. 1951년 에스페란토 교재(에스페란토: Esperanto-lernolibro)를 출판하였다.
1963년 건국훈장 독립장을 수여받았다.
1966년~1974년 사이에는 베트남에서 에스페란토를 전파하였다. 1969년에 에스페란토-한국어 사전(에스페란토: Esperanto-Korea Vortaro)을 출판하였고, 1983년에 한국어-에스페란토 사전(에스페란토: Korea-Esperanto Vortaro)을 출판하였다.  1983년까지 한국에스페란토협회 부회장을 맡았다.
1997년 2월 24일 안양시에서 사망하였다. 국립서울현충원 애국지사묘역에 안장됐다.
이재현은 수필 〈인생〉(에스페란토: La vivo)에서 다음과 같이 적었다.
| “ | 인생에서의 행동과 처신은 화가의 붓자국과 마찬가지다. 오직 붓을 떼고 나서야 어떤 작품인지 알 수 있다. La agoj kaj kondutoj de la vivado similas al la strekoj de la pentrista plumo. Nur post la lasta streko, fina tuŝo, oni povas decidi kia verkaĵo ĝi estas. | ” |

아들로는 이형진 바른사회시민연합 대표가 있다.

## 일제 패망 후 박정희를 체포
일제 패망 당시 박정희가 베이징으로 나와 길거리를 배회하던 중 잡혀 한국으로 송환한 책임자가 이재현 북평 판사처 주임이라고 한다. 박정희가 '해방후 광복군'이기는커녕 길거리를 배회하던 그를 체포해서 국내로 송환했다는 자료다.
김홍신의 홈페이지 '박정희 광복군편입은 허위날조'에 따르면 광복군 출신의 항일투사 이재현(이형진의 부친)은 북평 판사처 주임(광복군 소령/지역 사령관)이었다. 일제가 패망하자 박정희가 속한 만주군 8단이 해체되고 베이징으로 나와 길거리를 배회하던 박정희를 잡아 들여 한국으로 송환한 책임자가 이재현이라고 한다. 당시 북평 판사처의 임무는 재 중국동포와 한국 국적의 일본군들을 본국으로 송환하는 것이 임무였다. 일본군 출신이 너무 많아 군의 편제가 필요하여 신현준 일본군 대위를 대대장으로 이주일과 박정희 일본군 중위를 중대장으로 하여 통솔케 하고 본국으로 송환하였던 것뿐이다. 박정희가 광복군 3지대에 편입되었다는 주장은 틀렸다는 것이다.
이 내용은 전 국가정보원장인 이종찬 씨가 2004년 8월 26일 중앙일보에 투고한 글에 대한 반박을 위해 쓴 글이었다. 이종찬 씨가 쓴 내용은 다음과 같다. [박정희 대통령도 만군 장교로 중국에서 해방을 맞아 광복군 제3지대(지대장 김학규)를 찾아 편입했다. 귀국한 뒤에는 역시 자숙의 시간을 보내기 위해 고향에 내려가 교사를 했다. 같이 일군에 복무했던 동료의 권유로 뒤늦게 육사 2기로 임관했지만 후배에게 항상 굴욕적인 지휘를 받아야 했다.]
결국 이재현의 장남 이형진은  '박정희 광복군편입은 허위날조'에서 이 부분을 반박하는 글을 올렸던 것이다.
우당 이회영 선생의 손자 이종찬 전 의원은 박정희 시절부터 중앙정보부에 있었고, 5.18 이후 국보위 입법위원으로 참여했다. 또 민정당 창당에 참여한 후 국회의원을 내리 4선을 했다. 전두환·노태우 정권에서 정무장관, 원내대표, 사무총장 등 요직을 두루 거쳤다. 김대중 정부 당시 초대 국정원장을 지냈다.

## 참고 문헌
- 《해평 이재현. 지분을 요구하지 아니한 투사》. 한국에스페란토협회. 2001.